# Senátní obvod č. 6 – Louny
Senátní obvod č. 6 – Louny je podle zákona č. 247/1995 Sb. tvořen celým okresem Louny, celým okres Rakovník a částí okresu Kladno, tvořenou obcemi Drnek, Malíkovice, Jedomělice, Řisuty, Ledce, Smečno, Přelíc, Hrdlív a Hradečno.
Současným senátorem je od roku 2020 lékař Ivo Trešl, člen hnutí STAN. V Senátu je členem Senátorského klubu Starostové a nezávislí. Dále působí jako člen Výboru pro zdravotnictví.

## Senátoři
| Volby | Volby | Senátor | Senátor          | Volební strana | Navrhující strana | Politická příslušnost | Odkaz  |
| ----- | ----- | ------- | ---------------- | -------------- | ----------------- | --------------------- | ------ |
|       | 1996  |         | Ivan Havlíček    | ČSSD           | ČSSD              | ČSSD                  | profil |
|       | 2002  |         | Miloslav Pelc    | ODS            | ODS               | ODS                   | profil |
|       | 2008  |         | Marcel Chládek   | ČSSD           | ČSSD              | ČSSD                  | profil |
|       | 2014  |         | Zdeňka Hamousová | ANO            | ANO               | BEZPP                 | profil |
|       | 2020  |         | Ivo Trešl        | STAN           | STAN              | STAN                  | profil |

## Volby

### Rok 1996
V prvních senátních volbách v roce 1996 se v lounském obvodě volilo na plný mandát šesti let. První kolo ovládl Karel Suchopárek z vládní ODS, který získal 37,5 % hlasů. Společně s ním postoupil do druhého kola také fyzik Ivan Havlíček, který kandidoval za ČSSD. Ten v prvním kole těsně porazil kandidátku za KSČM herečku Helenu Růžičkovou. Ve druhém kole dokázal Havlíček výsledek zvrátit, získal 55,9 % a stal se prvním lounským senátorem.
| Kandidát | Kandidát                    | Volební strana | Navrhující strana | Politická příslušnost | Počet hlasů (1. kolo) | %     | Počet hlasů (2. kolo) | %     |
| -------- | --------------------------- | -------------- | ----------------- | --------------------- | --------------------- | ----- | --------------------- | ----- |
|          | RNDr. Ivan Havlíček, CSc.   | ČSSD           | ČSSD              | ČSSD                  | 8 466                 | 23,71 | 19 348                | 55,86 |
|          | RNDr. Ing. Karel Suchopárek | ODS            | ODS               | ODS                   | 13 406                | 37,54 | 15 291                | 44,14 |
|          | Helena Růžičková            | KSČM           | KSČM              | BEZPP                 | 8 112                 | 22,72 | —                     | —     |
|          | Jan Bartoň                  | NK             | NK                | BEZPP                 | 3 403                 | 9,53  | —                     | —     |
|          | Ing. Ivan Dejmal            | ODA            | ODA               | ODA                   | 2 325                 | 6,51  | —                     | —     |

### Rok 2002
Druhé senátní volby se zde uskutečnily až v roce 2002. První kolo bylo velmi vyrovnané, nakonec v něm zvítězil starosta města Nové Strašecí Miloslav Pelc z ODS, který o pouhé půlprocento porazil Filipa Celbu z KSČM. Úřadující senátor za ČSSD Ivan Havlíček skončil až třetí a do druhého kola tedy nepostoupil. V něm zvítězil Pelc, který získal 54,7 % hlasů a vystřídal Havlíčka na postu senátora.
| Kandidát | Kandidát                  | Volební strana | Navrhující strana | Politická příslušnost | Počet hlasů (1. kolo) | %     | Počet hlasů (2. kolo) | %     |
| -------- | ------------------------- | -------------- | ----------------- | --------------------- | --------------------- | ----- | --------------------- | ----- |
|          | Miloslav Pelc             | ODS            | ODS               | ODS                   | 5 964                 | 24,93 | 18 407                | 54,71 |
|          | RSDr. Ing. Filip Celba    | KSČM           | KSČM              | KSČM                  | 5 795                 | 24,22 | 15 234                | 45,28 |
|          | RNDr. Ivan Havlíček, CSc. | ČSSD           | ČSSD              | ČSSD                  | 3 373                 | 14,10 | —                     | —     |
|          | Jan Bartoň                | SNK ED         | SNK ED            | SNK ED                | 3 102                 | 12,96 | —                     | —     |
|          | Ing. Bohuslav Kuneš       | US-DEU         | US-DEU            | US-DEU                | 2 598                 | 10,86 | —                     | —     |
|          | Ladislav Půlpán           | Váš hlas       | AZSD              | BEZPP                 | 1 806                 | 7,55  | —                     | —     |
|          | Mgr. František Povolný    | SD-SN          | SD-SN             | ODA                   | 767                   | 2,94  | —                     | —     |

### Rok 2008
Ve třetích senátních volbách v roce 2008 byla široká nabídka kandidátů. V prvním kole byl nejúspěšnější Marcel Chládek z ČSSD, který obdržel 32,5 % hlasů. Společně s ním postoupil do druhého kola ještě dlouholetý starosta Loun Jan Kerner z ODS, kterému se podařilo o necelé dvě procenta vyřadit Václava Beneše z KSČM. Chládek ale Kernera ve druhém kole jednoznačně porazil, když získal 66,6 % hlasů.
| Kandidát | Kandidát                  | Volební strana | Navrhující strana | Politická příslušnost | Počet hlasů (1. kolo) | %     | Počet hlasů (2. kolo) | %     |
| -------- | ------------------------- | -------------- | ----------------- | --------------------- | --------------------- | ----- | --------------------- | ----- |
|          | PhDr. Marcel Chládek, MBA | ČSSD           | ČSSD              | ČSSD                  | 12 747                | 32,46 | 21 529                | 66,56 |
|          | Ing. Jan Kerner           | ODS            | ODS               | ODS                   | 9 051                 | 23,05 | 10 812                | 33,43 |
|          | Václav Beneš              | KSČM           | KSČM              | KSČM                  | 8 344                 | 21,24 | —                     | —     |
|          | Miroslav Hylák            | S.cz           | S.cz              | S.cz                  | 2 502                 | 6,37  | —                     | —     |
|          | Radovan Šabata            | SNK ED         | SNK ED            | BEZPP                 | 1 528                 | 3,89  | —                     | —     |
|          | Eva Hůlová                | ČSNS 2005, SZR | ČSNS 2005         | BEZPP                 | 1 289                 | 3,28  | —                     | —     |
|          | Svatopluk Karásek         | SZ             | SZ                | BEZPP                 | 1 139                 | 2,90  | —                     | —     |
|          | František Bušek           | HNPD           | HNPD              | BEZPP                 | 1 066                 | 2,71  | —                     | —     |
|          | Zdeněk Renc               | STŘEDOČ.       | US-DEU            | US-DEU                | 817                   | 2,08  | —                     | —     |
|          | Jaromír Vápeník           | NEZ/DEM        | NEZ/DEM           | NEZ/DEM               | 583                   | 1,48  | —                     | —     |
|          | Bohuslav Pichl            | SDŽ            | SDŽ               | SDŽ                   | 200                   | 0,50  | —                     | —     |

### Rok 2014
Marcel Chládek se rozhodl za ČSSD svůj mandát obhajovat i ve volbách v roce 2014. Tehdy již jako ministr školství v Sobotkově vládě vyhrál první kolo, o procento za ním ale skončila nestranička za hnutí ANO a starostka Žatce Zdeňka Hamousová. Kandidáti KSČM ani ODS ve volbách neuspěli. Hamousová byla ve druhém kole úspěšnější a po zisku 52,3 % vystřídala Chládka na senátorském postu. Hamousová předsedala od roku 2014 celému Senátorskému klubu ANO.
| Kandidát | Kandidát                  | Volební strana             | Navrhující strana | Politická příslušnost | Počet hlasů (1. kolo) | %     | Počet hlasů (2. kolo) | %     |
| -------- | ------------------------- | -------------------------- | ----------------- | --------------------- | --------------------- | ----- | --------------------- | ----- |
|          | Mgr. Zdeňka Hamousová     | ANO                        | ANO               | BEZPP                 | 10 685                | 25,79 | 10 837                | 52,31 |
|          | PhDr. Marcel Chládek, MBA | ČSSD                       | ČSSD              | ČSSD                  | 11 134                | 26,88 | 9 876                 | 47,68 |
|          | MUDr. Eva Kašová          | KSČM                       | KSČM              | KSČM                  | 6 116                 | 14,76 | —                     | —     |
|          | PaedDr. Luděk Štíbr       | ODS                        | ODS               | ODS                   | 4 135                 | 9,98  | —                     | —     |
|          | MUDr. Ivo Trešl           | MPV                        | MPV               | MPV                   | 3 945                 | 9,52  | —                     | —     |
|          | Mgr. Leo Steiner          | KDU-ČSL, SZ, HNHRM, B10.cz | KDU-ČSL           | BEZPP                 | 2 278                 | 5,50  | —                     | —     |
|          | Jiří Loskot               | NK                         | NK                | STAN                  | 1 819                 | 4,39  | —                     | —     |
|          | MUDr. Vladimír Záhorský   | NEZ                        | NEZ               | BEZPP                 | 1 306                 | 3,15  | —                     | —     |

### Rok 2020
Senátorka Hamousová již neobhajovala mandát senátorky za ANO, ale rozhodla se kandidovat jako nestranička za USZ a neprobojovala se do druhého kola volby. Do něho se probojoval lékař Ivo Trešl v barvách STAN, který porazil o necelé tři desetiny Vladimíra Drápala nominovaného širokou koalicí TOP 09, ODS, lidovců a KAN. V druhém kole byl ovšem úspěšnější kandidát STAN Trešl a se ziskem 10 179 hlasů zasedl v Senátu.
| Kandidát | Kandidát                 | Volební strana            | Navrhující strana | Politická příslušnost | Počet hlasů (1. kolo) | %     | Počet hlasů (2. kolo) | %     |
| -------- | ------------------------ | ------------------------- | ----------------- | --------------------- | --------------------- | ----- | --------------------- | ----- |
|          | MUDr. Ivo Trešl          | STAN                      | STAN              | STAN                  | 7 995                 | 20,92 | 10 179                | 58,39 |
|          | Vladimír Drápal          | ODS, TOP 09, KDU-ČSL, KAN | ODS               | BEZPP                 | 7 884                 | 20,63 | 7 252                 | 41,60 |
|          | Mgr. Bc. Milan Rychtařík | ANO                       | ANO               | ANO                   | 7 341                 | 19,20 | —                     | —     |
|          | Mgr. Zdeňka Hamousová    | USZ                       | USZ               | BEZPP                 | 3 910                 | 10,23 | —                     | —     |
|          | Daniel Pitek             | SEN 21                    | SEN 21            | BEZPP                 | 3 352                 | 8,77  | —                     | —     |
|          | Václav Beneš             | KSČM                      | KSČM              | KSČM                  | 2 462                 | 6,44  | —                     | —     |
|          | Ing. Bc. Dominik Hanko   | SPD                       | SPD               | SPD                   | 2 201                 | 5,75  | —                     | —     |
|          | Mgr. Zdeněk Pištora      | Trikolóra                 | Trikolóra         | Trikolóra             | 1 590                 | 4,16  | —                     | —     |
|          | Ing. Jaroslav Veselý     | UFO, ProMOST              | UFO               | BEZPP                 | 1 153                 | 3,01  | —                     | —     |
|          | Ing. Rostislav Domorák   | S.cz                      | S.cz              | BEZPP                 | 327                   | 0,85  | —                     | —     |

## Volební účast
|  | nejvyšší volební účast |  | nejnižší volební účast |

| Rok  | % (1. kolo) | % (2. kolo) |
| ---- | ----------- | ----------- |
| 1996 | 33,16       | 31,87       |
| 2002 | 21,57       | 32,30       |
| 2008 | 38,31       | 28,71       |
| 2014 | 38,55       | 17,73       |
| 2020 | 34,11       | 14,98       |